# Alisa Ševčenko
Alisa Ševčenko (in russo Алиса Шевченко?; trasl. angl.: Alisa Shevchenko; 25 febbraio 2009) è una nuotatrice artistica russa.

## Biografia
Nel marzo del 2025 Shevchenko ha ricevuto lo status di atleta neutrale dalla Federazione Internazionale di Nuoto, ciò le ha permesso di tornare a gareggiare a livello internazionale nonostante la squalifica della Russia in seguito alla invasione dell'Ucraina
Ha esordito nella Coppa del Mondo di nuoto artistico l'11 aprile 2025 a Hurghada, in Egitto, concludendo al terzo posto nella gara a squadre programma libero.

## Palmarès

### Coppa del Mondo
- 1 podio:
  - 1 terzo posto posto (1 nella gara a squadre)